# Boun Oum
Boun Oum, en lao ເຈົ້າບຸນອຸ້ມ ນະ ຈຳປາສັກ, (Champassak, 11 de diciembre de 1911 - París, 17 de marzo de 1980) fue un príncipe y político laosiano.
Hijo del rey Chao Rasadani, renunció a su derecho a heredar el trono de Champassak, un antiguo reino en la parte sur de Laos, aunque retuvo el título tradicional de príncipe.
Se educó en la escuela monástica Wat Liep y en el liceo Chasseloup-Laubat de Saigón durante la administración francesa de Indochina. En la Segunda Guerra Mundial formó parte de la resistencia contra los japoneses. Cuando en marzo de 1945 estos expulsaron a los franceses, Boun Oum apoyó a la potencia colonial, tanto contra Japón como contra los independentistas del Lao Issara (Laos Libre), dirigidos por el príncipe Petsarath.
Al fallecer su padre en 1946, pasó a ser jefe de la casa de Champassak. El 26 de agosto de ese año renunció a sus derechos dinásticos, de forma que Laos, después de dos siglos de división, se reunificó. Como compensación a su renuncia al trono de Champassak, Boun Oum recibió el cargo de inspector de asuntos políticos y administrativos. Este título, aunque básicamente honorario, lo situaba en el tercer puesto más preeminente en la monarquía laosiana, solo por debajo del propio rey y del príncipe heredero.
Fue nombrado primer ministro el 23 de marzo de 1948. Aceptó la participación de su país en la Unión Francesa. Continuó en el cargo tras la independencia de Laos en 1949, hasta el 24 de febrero de 1950, cuando fue derrocado por su primo Souvanna Phouma, neutralista.
La Conferencia de Ginebra tuvo lugar en 1954 y condujo al final de la primera guerra de Indochina. Como consecuencia, Laos quedaba como un país neutral enclavado entre Tailandia (aliada con los Estados Unidos) y Vietnam del Norte (aliado del bloque comunista). Dos aspectos quedaban sin resolver respecto de Laos. Por un lado se reconocía la unidad del país y el régimen monárquico, pero al tiempo se dejaba bajo control del Pathet Lao (aliado con el Viet Minh) dos provincias del norte del país. Y por otro lado, aunque desde el punto de vista de las relaciones internacionales el país quedaba neutralizado, no se aclaraba cómo iba a gobernarse internamente. Todo ello se complicaba por haber tres bandos locales: derechistas (entre los que se encontraba el biografiado), neutralistas y Pathet Lao, con sus apoyos extranjeros.
Volvió a detentar el cargo de primer ministro entre el 15 de diciembre de 1960 y el 11 de junio de 1962, cuando fue cesado como resultado de una nueva conferencia de paz, vuelta a reunir en mayo de 1961, y que llevó a un gobierno de coalición entre grupos derechistas, neutralistas y el Pathet Lao.
Durante su mandato, el país se encontraba dividido entre los prooccidentales de los que formaba parte, los comunistas del Pathet Lao dirigido por Souphanouvong, y los neutralistas de Souvanna Phouma. En 1962 consiguió que las fuerzas en litigio aceptaran la legitimidad del estado laosiano.
Fue ministro de Asuntos Religiosos hasta 1972, pero al ascender al poder el Pathet Lao en abril de 1974, abandonó Laos, pasando primero a Tailandia y posteriormente a Francia. Fue condenado a diez años de exilio en 1975.
Falleció de larga enfermedad el 17 de marzo de 1980 en un hospital de la región parisina.
Casado con Mom Bouaphanh en 1943, tuvieron seis hijos y tres hijas.